# Bengt Djurberg
Bengt Djurberg, né le 23 juillet 1898 à Stockholm et mort le 2 novembre 1941 à Stockholm, est un acteur suédois de cinéma.

## Filmographie partielle
- 1923 : Vox Populi de John W. Brunius
- 1925 : Les Maudits de Gustaf Molander
- 1925 : Charles XII de John W. Brunius
- 1927 : Troll-Elgen de Walter Fyrst (en)
- 1929 : Hjärtats triumf de Gustaf Molander
- 1930 : Den gamla gården de John Lindlöf
- 1932 : Vi som går köksvägen de Gustaf Molander
- 1932 : Pojkarna på Storholmen (en) de Sigurd Wallén
- 1937 : John Ericsson – segraren vid Hampton Roads (en) de Gustaf Edgren
- 1939 : Mot nya tider (en) de Sigurd Wallén
- 1939 : Emilie Högquist de Gustaf Molander
- 1940 : Hanna i societén (en) de Gunnar Olsson